# Fulica alai
La focha hawaiana (Fulica alai) es una especie de ave gruiforme de la familia Rallidae endémica de Hawái. No se conocen subespecies.